# Otto I de Wittelsbach
Otto (numit cel cu Capul Roșu) (n. 1117, Kelheim – d. 11 iulie 1183) a fost duce de Bavaria de la 1180 până la moarte,  primul membru al Casei de Wittelsbach care s-a aflat la conducerea Bavariei.

## Viața
Otto I a fost fiul contelui palatin Otto al IV-lea de Wittelsbach cu Heilika de Pettendorf-Lengenfeld, o strănepoată a ducelui Frederic I de Suabia din familia Hohenstaufen. El era fratele arhiepiscopului Conrad I de Mainz și de Salzburg. La moartea tatălui său din 1156, Otto i-a succedat acestuia în poziția de conte palatin pentru Ducatul de Bavaria, aflat până atunci sub conducerea lui Henric Leul din dinastia Welfilor.
Ca unul din cei mai buni cavaleri aflați în preajma împăratului Frederic I Barbarossa, în 1155 el a preîntâmpinat o posibilă înfrângere a împăratului în apropiere de Verona, unde armata imperială a fost atrasă într-o ambuscadă pe drumul de întoarcere către Germania, după încoronarea de la Roma. În conflictul dintre împărat și papă care a culminat în Reichstag-ul de la Besançon din 1157, înflăcăratul Otto a fost oprit să nu îl lovească pe cardinalul legat Rolando Bandinelli doar ca urmare a intervenției personale a lui Frederic Barbarossa.
El a fost în cele din urmă recompensat cu stăpânirea asupra ducatului de Bavaria în 16 septembrie 1180, după depunerea ducelui Henric Leul. Cu toate acestea, odată cu divizarea Stiriei sub ducele Ottokar al IV-lea din același an, Bavaria a pierdut ultimele sale teritorii sud-estice. Cu sprijinul împăratului și al fratelui său, Conrad de Palatinatul de Renania, Otto a fost în stare să asigure menținerea dinastiei de Wittelsbach la conducerea Bavariei, în fața nobilimii bavareze, aceasta aflându-se la guvernarea Bavariei pentru următorii 738 de ani.
În 1183 Otto l-a însoțit pe Frederic Barbarossa cu ocazia semnării păcii de la Konstanz cu Liga Lombardă și a murit pe neașteptate pe drumul de întoarcere, la Pfullendorf, în Suabia. El a fost succedat de singurul fiu care i-a supraviețuit, Ludovic. Rămășițele lui Otto au fost înmormântate în cripta abației de Scheyern.

## Căsătorie și urmași
În jurul lui 1169 Otto s-a căsătorit cu Agnes, fiică a contelui Ludovic I de Loon. Agnes și Otto au avut următorii copii:
- Otto (n. 1169–d. 1181)
- Sofia (n. 1170–d. 1238), căsătorită cu landgraful Herman I de Thuringia (n. 1155–d. 1217)
- Heilika I (n. 1171), căsătorită în 1184 cu Dietrich de Wasserburg
- Agnes (n. 1172–d. 1200), căsătorită cu contele Henric de Plain (d. 1190)
- Richarda (n. 1173–d. 1231), căsătorită în 1186 cu contele Otto I de Geldern și Zutphen
- Ludovic (n. 1173–d. 1231), succesor în Ducatul de Bavaria, căsătorit în 1204 cu Ludmila de Boemia
- Heilika II (n. 1176), căsătorită cu conte Adelbert al III-lea de Dillingen (d. 1214)
- Elisabeta (n. 1178), căsătorită cu contele Berthold al II-lea de Vohburg (d. 1209)
- Mechtilda (n. 1180–d. 1231), căsătorită în 1209 cu contele Rapoto al II-lea de Ortenburg (1164–1231).